# Manuel Ignacio de Vivanco
Manuel Ignacio de Vivanco Iturralde (n. Valparaíso, 15 de juny de 1806 - m. Lima, 16 de setembre de 1873) va ser un militar i polític peruà, governant de facto del Perú entre 1843 i 1844. Vinculat a l'aristocràcia colonial de Lima, va representar les tendències autoritàries i àdhuc cert monarquisme nostàlgic. Va ser un conspirador obstinat, la influència del qual va estar abonada per l'encant de la seva personalitat i la seva il·lustració; però va mancar de sentit pràctic i de l'audàcia necessària per a la realització dels seus plans, i sempre va ser desplaçat per altres cabdills, més pragmàtics i efectius. La seva tenaç rivalitat amb Ramón Castilla va marcar tota una etapa de la història republicana del Perú.